# Duncan McLean (Fußballspieler, 1868)
Duncan McLean (* 20. Januar 1868 in Renton; † 17. November 1941 ebenda) war ein schottischer Fußballspieler. Als Verteidiger wurde er zunächst bei heimischen Klubs in Renton ausgebildet und war danach in England für den FC Everton und den Liverpool sowie später zurück in Schottland für den FC St. Bernard’s in der jeweils höchsten Spielklasse aktiv.

## Sportlicher Werdegang
McLean erlernte das Fußballspielen in dem schottischen Ort Renton, der in den 1880er-Jahren Furore als zweifacher schottischer Pokalsieger gemacht hatte. Zu Beginn der schottischen Debüt-Ligasaison 1890/91 absolvierte er seine ersten Partien im Profibereich für den FC Renton, aber da der Klub gegen die Amateurstatuten verstoßen hatte, wurde dieser (bis zur nächsten Saison 1891/92) vom offiziellen Spielbetrieb ausgeschlossen. Während der Spielzeit 1890/91 war McLean bereits nach England zum FC Everton gewechselt und war mit fünf Einsätzen Teil der Mannschaft, die die englische Meisterschaft gewann. Ein Jahr später gehörte er – wie Andrew Hannah (Ex-Kapitän in Renton und Everton) – zu zahlreichen schottischen Spielern, die als „Team of the Macs“ vom neu gegründeten FC Liverpool verpflichtet wurden.
In Liverpool wurde McLean als Verteidiger auf der linken Seite (rechts spielte Hannah im System der Schottischen Furche) zum Stammspieler und absolvierte in der Meistersaison 1892/93 der regionalen Lancashire League 22 Einsätze. Als der FC Liverpool zur Saison 1893/94 erstmals in der zweiten Liga der nationalen Football League antrat, war er mit 27 von 28 möglichen Einsätzen nicht minder daran beteiligt, dass dem Klub auf Anhieb als Meister der Aufstieg in die höchste englische Spielklasse gelang. Der athletisch gebaute McLean fiel dabei jedoch gelegentlich durch einen zu großen Offensivdrang auf, so dass ihm zur Last gelegt wurde, dass er die Hauptaufgabe in der Defensive vernachlässigte. So ging seine Zeit in Liverpool rasch zu Ende. In der anschließenden Erstligasaison 1894/95 absolvierte er noch einmal 24 Partien, bevor seine Mannschaft als Tabellenletzter wieder in die Zweitklassigkeit abstieg und McLean Liverpool in Richtung seiner schottischen Heimat verließ.
Ziel war in der Hauptstadt Edinburgh der Erstligist FC St. Bernard’s. Dort spielte er sich in der Spätphase seiner Laufbahn auch in den Fokus der schottischen Nationalmannschaft und kam in den Märzmonaten 1896 und 1897 gegen Wales und Irland (5:1) zu zwei Länderspielen auf der rechten Abwehrseite.

## Titel/Auszeichnungen
- Lancashire League (1): 1893